# Liste der Gemeinden im Hochstift Hildesheim
Die folgende Liste der Gemeinden im Hochstift Hildesheim listet alle Gemeinden, die dem Hochstift Hildesheim von 1643 bis 1803 angehört haben. Es war ein souveränes Territorium im Niedersächsischen Reichskreis des Heiligen Römischen Reichs.

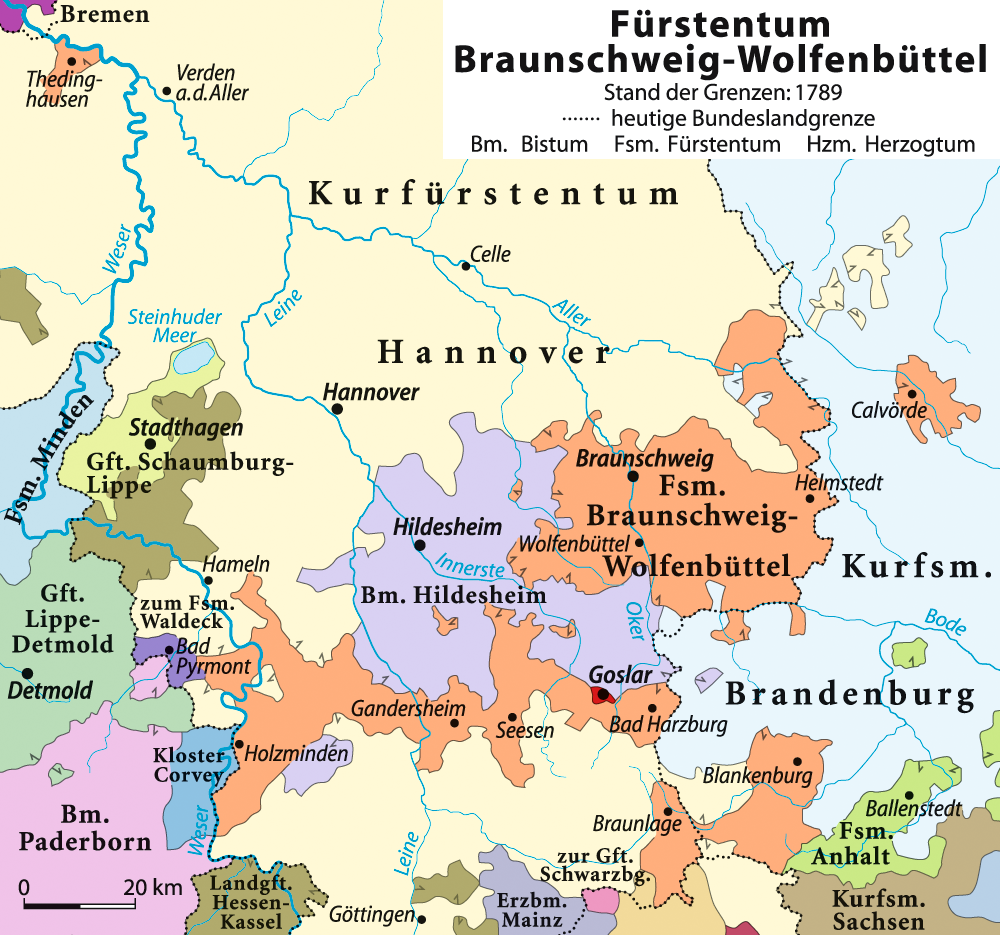
Lage des Hochstifts im 18. Jahrhundert

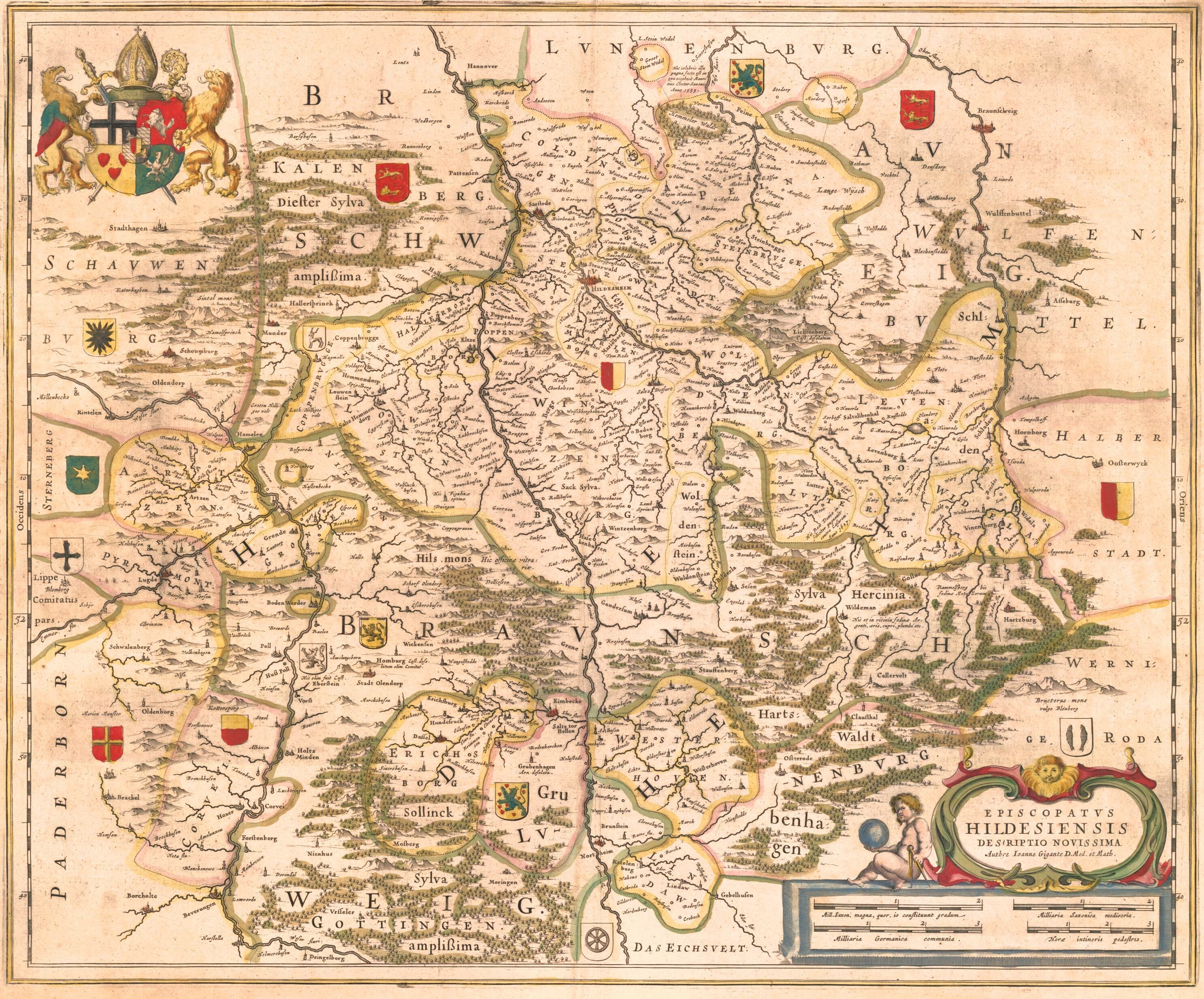
Alte Grenzen des Hochstifts mit den verlorenen Ämtern (Amt Coppenbrügge nur Anspruch)

## Geschichte und Verwaltungsgliederung
Etwa drei Viertel des Territoriums des Hochstift Hildesheims, oder 19 von 23 Ämtern, gingen im Jahr 1523 infolge der Hildesheimer Stiftsfehde an die feindlichen welfischen Nachbarn Braunschweig und Hannover verloren. Erst im Jahr 1643, nach 120 Jahren, kam es nach mehreren Prozessen vor dem Reichskammergericht und einer veränderten politischen Lage zu einem Kompromiss und der Rückgabe eines Großteils des verlorenen Gebiets. Die folgenden 160 Jahre bis zur Auflösung des Hochstifts mit den anderen geistlichen Territorien des Heiligen Römischen Reichs, blieb die Anzahl der Gemeinden und ihre Zugehörigkeit zu den Ämtern nahezu unverändert. Das Hochstift Hildesheim konnte in jener Zeit trotz der katholischen Regierung die Rolle einer regionalen Mittelmacht in Norddeutschland zwischen dem Kurfürstentum Hannover und dem Herzogtum Braunschweig ausfüllen. Die meisten unten genannten Gemeinden gehörten auch vor 1523 dem Hochstift Hildesheim an. Dazu kamen die hier nicht aufgeführten Gemeinden von den dauerhaft verlorenen Ämtern.
Nur folgende vier Ämter mit rund 90 Dörfern gehörten auch zwischen 1523 und 1643 zum Hochstift Hildesheim und bildeten das Kleine Stift:
- Dompropstei
- Amt Marienburg
- Amt Peine (eingeschränkt)
- Amt Steuerwald

Das Fürstentum Braunschweig-Wolfenbüttel (Braunschweig) verwaltete von 1523 bis 1643 die ehemals hildesheimischen Ämter
- Amt Liebenburg
- Amt Lutter am Barenberge
- Amt Schladen
- Amt Steinbrück
- Amt Vienenburg
- Amt Wiedelah
- Amt Winzenburg
- Amt Wohldenberg
- Amt Wohlenstein

mit den Klöstern Lamspringe, Heiningen, Dorstadt, Wöltingerode, Ringelheim und Riechenberg sowie den Städten Alfeld, Bockenem, Lamspringe und Salzgitter.
Das Fürstentum Calenberg (Hannover) erhielt 1523 die Häuser und Ämter
- Amt Aerzen
- Amt Coldingen
- Amt Grohnde
- Amt Hallerburg
- Amt Hunnesrück
- Amt Lauenstein
- Amt Poppenburg
- Amt Ruthe
- Amt Westerhof

dazu die Städte Bodenwerder, Dassel, Elze, Gronau, Sarstedt, sowie halb Hameln und die Klöster Marienau, Escherde, Wittenburg, Wülfinghausen und Derneburg.
Folgende Ämter wurden, manchmal leicht verändert, restituiert und kamen im Jahr 1643 von Braunschweig-Wolfenbüttel zurück nach Hildesheim:
- Amt Liebenburg
- Amt Schladen
- Amt Steinbrück
- Amt Vienenburg
- Amt Wiedelah
- Amt Winzenburg
- Amt Wohldenberg
- Amt Wohlenstein (jetzt: Amt Bilderlahe)

Folgende Ämter wurden, manchmal leicht verändert, restituiert und kamen im Jahr 1643 von Hannover-Calenberg zurück nach Hildesheim:
- Amt Hunnesrück
- Amt Poppenburg
- Amt Ruthe

Folgende Ämter verblieben 1643 dauerhaft bei Braunschweig-Wolfenbüttel:
- Amt Lutter am Barenberge

Folgende Ämter verblieben 1643 dauerhaft bei Hannover-Calenberg:
- Amt Aerzen
- Amt Coldingen
- Amt Grohnde
- Amt Lauenstein
- Amt Westerhof (späterer Name: Amt Echte)
- das Amt Hallerhof war mittlerweile aufgelöst

Andere Ämter:
- das Amt Lindau im Eichsfeld verblieb dauerhaft beim Erzstift Mainz.
- kurzzeitig erhob das Hochstift in der Stiftsfehde auch Anspruch auf das Amt Coppenbrügge, das aus der alten Grafschaft Spiegelberg gebildet war und bis 1819 dem Haus Oranien-Nassau zugehörig war
- das Amt Gronau wurde erst 1690 aus Stadt und Burg Gronau und einem Teil des Amtes Winzenburg als 16. Amt des Hochstifts konstituiert (zu den Details siehe Amt Gronau)

## Liste der Gemeinden
Die folgende Tabelle listet alle Gemeinden, die dem Hochstift Hildesheim von 1643 bis 1803 angehört haben, ihre damalige Amtszugehörigkeit (Spalte 2), ihre Kreiszugehörigkeit im Jahre 1910 (Spalte 3) und ihre Gemeindezugehörigkeit heute (Spalte 6). Gelistet sind alle kommunalen Einheiten, die Stand 1760 verzeichnet wurden. Dazu zählten  Städte, Dörfer und Weiler, aber ggf. auch Einzelhäuser und ähnliche Liegenschaften, wenn sie im zu Grunde liegenden Verzeichnis genannt sind.  Die Daten sind entnommen dem Häuser-, Vorspann- und Schatzungs-Castratum vom Stift Hildesheim, um 1760 verfasst, publiziert im Magazin für die neue Historie und Geographie, angelegt von Anton Friedrich Büsching, Halle 1783.
In Spalte 4 ist die Anzahl aller Haushalte im Jahre 1760 verzeichnet, und zwar Freie Häuser, Vollhöfe, Halbspannhöfe, Viertelspännerhöfe, Großköthnerhöfe, Kleinköthnerhöfe und Brinksitzer zusammengenommen (im Original jeweils einzeln aufgeführt). In Spalte 5 ist zum Vergleich die Einwohnerzahl im Jahr 1910 verzeichnet, in Spalte 6 die heutige Gemeindezugehörigkeit, in Spalte 7 Anmerkungen, die zumeist auf den Bemerkungen im Original 1760 bei Büsching beruhen.
| Altgemeinde            | Amt 1760        | Kreis 1910               | Haushalte 1760 | Einwohner 1910 | heutige Gemeinde      | Anmerkungen |
| ---------------------- | --------------- | ------------------------ | -------------- | -------------- | --------------------- | --- |
| Bilderlahe             | Amt Bilderlahe  | Landkreis Marienburg     | 9              | 232            | Seesen                | Bilderlage. Amtshaus, Domäne mit Mahlmühle, Papiermühle und Ölmühle |
| Dahlum                 | Amt Bilderlahe  | Landkreis Marienburg     | 57             | 491            | Bockenem              | nach 1830 Königsdahlum, fürstliches Vorwerk |
| Groß Rhüden            | Amt Bilderlahe  | Landkreis Marienburg     | 93             | 2108           | Bockenem              | darin 1 Salzwerk |
| Heber                  | Amt Bilderlahe  | Landkreis Marienburg     | 1              | -              | Seesen                | Hever. Fürstliches Vorwerk an der Grenze zum Herzogtum Braunschweig |
| Klein Ilde             | Amt Bilderlahe  | Landkreis Marienburg     | 13             | 70             | Bockenem              | Klein Ille. Dorf, Exklave im Amt Winzenburg, angrenzend an die braunschweigische Exklave Bodenburg |
| Mechtshausen           | Amt Bilderlahe  | Landkreis Marienburg     | 52             | 505            | Seesen                | Dorf |
| Wohlenhausen           | Amt Bilderlahe  | Landkreis Marienburg     | ?              | 162            | Bockenem              | Dorf, nur in Statistik 1740 und 1823, fehlt 1760 |
| Adlum                  | Amt Domprobstei | Landkreis Marienburg     | 48             | 491            | Harsum                | Aellum. Dorf |
| Asel                   | Amt Domprobstei | Landkreis Marienburg     | 33             | 450            | Harsum                | Dorf |
| Borsum                 | Amt Domprobstei | Landkreis Marienburg     | 82             | 1259           | Harsum                | Dorf |
| Groß Algermissen       | Amt Domprobstei | Landkreis Marienburg     | 104            | 1739           | Algermissen           | Dorf, darin 1 Windmühle |
| Hasede                 | Amt Domprobstei | Landkreis Marienburg     | 47             | 638            | Giesen                | Dorf, darin 2 Mühlen an der Innerste |
| Hönnersum              | Amt Domprobstei | Landkreis Marienburg     | 24             | 357            | Harsum                | Dorf |
| Hüddessum              | Amt Domprobstei | Landkreis Marienburg     | 28             | 377            | Harsum                | Huddeshum. Dorf |
| Itzum                  | Amt Domprobstei | Landkreis Marienburg     | 29             | 377            | Hildesheim            | Dorf |
| Machtsum               | Amt Domprobstei | Landkreis Marienburg     | 27             | 393            | Harsum                | Dorf |
| Walshausen             | Amt Domprobstei | Landkreis Marienburg     | 4              | -              | Bad Salzdetfurth      | freies Dorf, mit Pfarrerhaus, Schenke, 2 kleinen freien Häusern und Gut Walshausen |
| Barfelde               | Amt Gronau      | Landkreis Gronau         | 61             | 546            | Gronau (Leine)        | Dorf |
| Betheln                | Amt Gronau      | Landkreis Gronau         | 91             | 653            | Gronau (Leine)        | Bethelen. Dorf |
| Brüggen                | Amt Gronau      | Landkreis Gronau         | 70             | 925            | Gronau (Leine)        | Dorf, mit 1 adligen Hof |
| Dötzum                 | Amt Gronau      | Landkreis Gronau         | 6              | 64             | Gronau (Leine)        | Doitzum. Dorf |
| Eberholzen             | Amt Gronau      | Landkreis Gronau         | 72             | 652            | Sibbesse              | Dorf |
| Eitzum                 | Amt Gronau      | Landkreis Gronau         | 48             | 455            | Gronau (Leine)        | Dorf |
| Escherde               | Amt Gronau      | Landkreis Gronau         | 8              | 142            | Gronau (Leine)        | Benediktinerinnen-Kloster, dazu 3 Teichmühlen, 1 Gasthaus, 1 Schäferei. Seit 1838 Haus Escherde |
| Gronau                 | Amt Gronau      | Landkreis Gronau         | 239            | 2717           | Gronau (Leine)        | Stadt und Amtssitz |
| Heinum                 | Amt Gronau      | Landkreis Gronau         | 18             | 147            | Gronau (Leine)        | Dorf |
| Hönze                  | Amt Gronau      | Landkreis Gronau         | 28             | 187            | Sibbesse              | Dorf |
| Möllensen              | Amt Gronau      | Landkreis Gronau         | 14             | 106            | Sibbesse              | Dorf |
| Nienstedt              | Amt Gronau      | Landkreis Gronau         | 16             | 111            | Gronau (Leine)        | Dorf |
| Rheden                 | Amt Gronau      | Landkreis Gronau         | 79             | 658            | Gronau (Leine)        | Dorf, darin 2 adlige Häuser |
| Wallenstedt            | Amt Gronau      | Landkreis Gronau         | 39             | 291            | Gronau (Leine)        | Dorf |
| Abbecke                | Amt Hunnesrück  | Landkreis Einbeck        | -              | -              | Dassel                | Die Siedlung Abbecke wurde erst 1780 gegründet und zählte 1910 bereits zu Sievershausen |
| Amelsen                | Amt Hunnesrück  | Landkreis Einbeck        | 46             | 433            | Dassel                | Dorf |
| Dassel                 | Amt Hunnesrück  | Landkreis Einbeck        | 247            | 1554           | Dassel                | Dassell. Stadt, darin 3 adlige Häuser, 5 freie Häuser, 1 Mühle |
| Deitersen              | Amt Hunnesrück  | Landkreis Einbeck        | 25             | 206            | Dassel                | Dorf |
| Eilensen               | Amt Hunnesrück  | Landkreis Einbeck        | 34             | 175            | Dassel                | Dorf |
| Friedrichshausen       | Amt Hunnesrück  | Landkreis Einbeck        | 4              | 56             | Dassel                | adliges Haus, wobei 1 Mühle |
| Hilwartshausen         | Amt Hunnesrück  | Landkreis Einbeck        | 42             | 720            | Dassel                | Hilvershausen. Dorf |
| Holtensen              | Amt Hunnesrück  | Landkreis Einbeck        | 23             | 393            | Einbeck               | Dorf |
| Hoppensen              | Amt Hunnesrück  | Landkreis Einbeck        | 3              | 137            | Dassel                | adliges Haus, wobei 2 deputierte Häuser |
| Hunnesrück             | Amt Hunnesrück  | Landkreis Einbeck        | 2              | 290            | Dassel                | Amtshaus, wobei 1 freier Hof. 1910 zusammen mit dem benachbarten Vorwerk Erichsburg |
| Juliusburg             | Amt Hunnesrück  | Landkreis Einbeck        | 1              | -              | Dassel                | Juliusburg oder Schäferhof vor Dassel. 1 adliger Hof. Im 19. Jh.: Rittergut Juliusburg |
| Krimmensen             | Amt Hunnesrück  | Landkreis Einbeck        | 20             | 160            | Dassel                | Cummensen. Dorf |
| Mackensen              | Amt Hunnesrück  | Landkreis Einbeck        | k. A.          | 584            | Dassel                | Dorf, wobei 2 Mühlen |
| Markoldendorf          | Amt Hunnesrück  | Landkreis Einbeck        | k. A.          | 970            | Dassel                | Mark Ohlendorf. Flecken |
| Oldendorf              | Amt Hunnesrück  | Landkreis Einbeck        | k. A.          | 437            | Giesen                | Ohlendorf. Dorf |
| Relliehausen           | Amt Hunnesrück  | Landkreis Einbeck        | 1              | 186            | Dassel                | Jägerhof zu Rellichhausen. 1 freier Hof |
| Sievershausen          | Amt Hunnesrück  | Landkreis Einbeck        | k. A.          | 1043           | Dassel                | Dorf |
| Altenrode              | Amt Liebenburg  | Landkreis Goslar         | 5              | 104            | Schladen-Werla        | 1 Vorwerk, 5 freie Häuser |
| Beinum                 | Amt Liebenburg  | Landkreis Goslar         | 45             | 422            | Salzgitter            | Dorf |
| Bredelem               | Amt Liebenburg  | Landkreis Goslar         | 40             | 503            | Langelsheim           | Dorf |
| Dörnten                | Amt Liebenburg  | Landkreis Goslar         | 43             | 876            | Liebenburg            | Dorf |
| Dorstadt               | Amt Liebenburg  | Landkreis Goslar         | 43             | 632            | Dorstadt              | Dorstaadt. Dorf, darin 1 Kloster |
| Eisenhütte             | Amt Liebenburg  | Landkreis Goslar         | 5              | -              | Liebenburg            | 1 Pulvermühle, 1 Mahlmühle, 1 Papiermühle, 1 Eisenhammer, 1 Krug. 1910 siehe Dörnten |
| Flachstöckheim         | Amt Liebenburg  | Landkreis Goslar         | 27             | 393            | Salzgitter            | Flachs-Stöckheim. Dorf, darin 1 adliges Haus |
| Gitter                 | Amt Liebenburg  | Landkreis Goslar         | 36             | 621            | Salzgitter            | Dorf. 1910 Gitter am Berge |
| Grauhof                | Amt Liebenburg  | Landkreis Goslar         | 3              | 174            | Goslar                | Augustiner-Chorherrenstift mit Vorwerk |
| Groß Döhren            | Amt Liebenburg  | Landkreis Goslar         | 39             | 564            | Liebenburg            | Großen Döhren. Dorf |
| Groß Flöthe            | Amt Liebenburg  | Landkreis Goslar         | 59             | 623            | Flöthe                | Großen Flöthe. Dorf |
| Groß Mahner            | Amt Liebenburg  | Landkreis Goslar         | 30             | 621            | Salzgitter            | Dorf inklusive 2 Mühlen |
| Haarhof                | Amt Liebenburg  | Landkreis Goslar         | 1              | -              | Liebenburg            | Vorwerk zum Herzogtum Braunschweig gelegen. 1771 erbaut |
| Hahndorf               | Amt Liebenburg  | Landkreis Goslar         | 24             | 508            | Goslar                | Dorf, darin 1 Vorwerk |
| Haverlah               | Amt Liebenburg  | Landkreis Goslar         | 40             | 649            | Haverlah              | Dorf |
| Heiningen              | Amt Liebenburg  | Landkreis Goslar         | 23             | 469            | Heiningen             | darin 1 Chorfrauenstift Dorf, darin 1 Kloster |
| Heißum                 | Amt Liebenburg  | Landkreis Goslar         | 25             | 239            | Liebenburg            | Heißen. Dorf |
| Hohenrode              | Amt Liebenburg  | Landkreis Goslar         | 12             | 126            | Salzgitter            | Hohnrode. Dorf und Mühle, darin 1 adliges Haus |
| Jerstedt               | Amt Liebenburg  | Landkreis Goslar         | 69             | 854            | Goslar                | Dorf |
| Klein Döhren           | Amt Liebenburg  | Landkreis Goslar         | 36             | 441            | Liebenburg            | Kleinen Döhren. Dorf |
| Klein Flöthe           | Amt Liebenburg  | Landkreis Goslar         | 25             | 311            | Flöthe                | Kleinen Flöthe. Dorf |
| Klein Mahner           | Amt Liebenburg  | Landkreis Goslar         | 39             | 331            | Liebenburg            | Dorf, darin 1 Mühle und 1 Fischer-Haus |
| Kniestedt              | Amt Liebenburg  | Landkreis Goslar         | 46             | 525            | Salzgitter            | Dorf, darin 3 adlige Höfe |
| Lewe                   | Amt Liebenburg  | Landkreis Goslar         | 55             | 682            | Liebenburg            | Leve. Dorf |
| Liebenburg             | Amt Liebenburg  | Landkreis Goslar         | 38             | 1340           | Liebenburg            | Amtshaus, dazu alles freie Häuser |
| Lüderode               | Amt Liebenburg  | Landkreis Goslar         | 3              | 78             | Liebenburg            | 1 adeliges Haus, 1 Krug, 1 Mühle |
| Nienrode               | Amt Liebenburg  | Landkreis Goslar         | 1              | 72             | Salzgitter            | Pachthof und Vorwerk |
| Ohlhof                 | Amt Liebenburg  | Landkreis Goslar         | 2              | -              | Goslar                | Vorwerk des Nonnenklosters Neuwerk (Goslar) |
| Ostlutter              | Amt Liebenburg  | Landkreis Goslar         | 28             | 342            | Lutter am Barenberge  | Ost Lutter. Dorf |
| Othfresen              | Amt Liebenburg  | Landkreis Goslar         | 56             | 909            | Liebenburg            | Ottfresen. Dorf, mit 1 Mühle |
| Riechenberg            | Amt Liebenburg  | Landkreis Goslar         | 1              | 159            | Goslar                | Augustiner-Chorherrenstift |
| Ringelheim             | Amt Liebenburg  | Landkreis Goslar         | 49             | 1400           | Salzgitter            | Dorf, darin 1 Benediktiner-Kloster. 1910 Gutsbezirk mit 509 Ew. |
| Salzgitter             | Amt Liebenburg  | Landkreis Goslar         | 137            | 1900           | Salzgitter            | Salzliebenhalle. Flecken (also: Salzgitter), inklusive Salzhof (der Salinenbereich Salzliebenhalle war Exklave des Fürstentum Braunschweig-Wolfenbüttel) sowie 2 Pfarr- und 2 Schulhäusern. 1910 Salzgitter, 1951 Salzgitter-Bad |
| Söderhof               | Amt Liebenburg  | Landkreis Marienburg     | 2              | 144            | Haverlah              | Vorwerk des Söderhofs im Amt Wohldenberg. 1910 Gutsbezirk Söder |
| Steinlah               | Amt Liebenburg  | Landkreis Goslar         | 37             | 480            | Haverlah              | Stendlach. Dorf, darin 1 adliges Haus |
| Upen                   | Amt Liebenburg  | Landkreis Goslar         | 31             | 438            | Liebenburg            | Dorf |
| Vorsalz                | Amt Liebenburg  | Landkreis Goslar         | 18             | 136            | Salzgitter            | Vorstadt von Salzgitter-Bad |
| Bajouls Haus           | Amt Marienburg  | Landkreis Marienburg     | 1              | -              | -                     | 1 adlig freier Hof (unbekannter Standort) |
| Barienrode             | Amt Marienburg  | Landkreis Marienburg     | 12             | 123            | Diekholzen            | Dorf |
| Detfurth               | Amt Marienburg  | Landkreis Marienburg     | 17             | 160            | Bad Salzdetfurth      | Detfurt. Dorf |
| Diekholzen             | Amt Marienburg  | Landkreis Marienburg     | 31             | 580            | Diekholzen            | Dickholzen. Dorf |
| Egenstedt              | Amt Marienburg  | Landkreis Marienburg     | 19             | 186            | Diekholzen            | Dorf |
| Groß Düngen            | Amt Marienburg  | Landkreis Marienburg     | 39             | 555            | Bad Salzdetfurth      | Grossen Düngen. Dorf |
| Hockeln                | Amt Marienburg  | Landkreis Marienburg     | 24             | 182            | Bad Salzdetfurth      | Hockelum. Dorf |
| Klein Düngen           | Amt Marienburg  | Landkreis Marienburg     | 20             | 200            | Bad Salzdetfurth      | Kleinen Düngen. Dorf |
| Marienburg             | Amt Marienburg  | Landkreis Marienburg     | 1              | 253            | Hildesheim            | Amtshaus. 1910 Gutsbezirk |
| Marienrode             | Amt Marienburg  | Landkreis Marienburg     | 1              | 121            | Hildesheim            | Zisterzienserkloster Marienroda. Mönchskloster. 1910 Gutsbezirk |
| Neuhof                 | Amt Marienburg  | Landkreis Marienburg     | 1              | 349            | Hildesheim            | Neuenhof. Vorwerk mit Gutshof des Klosters Marienroda |
| Ochtersum              | Amt Marienburg  | Landkreis Marienburg     | 24             | 421            | Hildesheim            | Dorf |
| Röderhof               | Amt Marienburg  | Landkreis Marienburg     | 1              | 31             | Diekholzen            | freier Außenhof. Bis 1803 zum Kartäuserorden Hildesheim gehörig, 1910 Gutsbezirk |
| Söhre                  | Amt Marienburg  | Landkreis Marienburg     | 48             | 515            | Diekholzen            | Dorf |
| Trillke                | Amt Marienburg  | Stadtkreis Hildesheim    | 1              | -              | Hildesheim            | Trillecke. Freier Meierhof |
| Wesseln                | Amt Marienburg  | Landkreis Marienburg     | 30             | 377            | Diekholzen            | Wesselum. Dorf |
| Adenstedt              | Amt Peine       | Landkreis Peine          | 99             | 1503           | Ilsede                | Dorf |
| Bekum                  | Amt Peine       | Landkreis Peine          | 25             | 173            | Hohenhameln           | Beckum. Dorf und 1 Windmühle, 1960 zu Stedum |
| Berkum                 | Amt Peine       | Landkreis Peine          | 13             | 103            | Peine                 | Dorf |
| Bierbergen             | Amt Peine       | Landkreis Peine          | 92             | 624            | Hohenhameln           | Dorf, dabei 2 Windmühlen, 1 Wassermühle |
| Bründeln               | Amt Peine       | Landkreis Peine          | 8              | 52             | Hohenhameln           | Bründelum. Dorf |
| Clauen                 | Amt Peine       | Landkreis Peine          | 72             | 770            | Hohenhameln           | Dorf, darin 2 Windmühlen |
| Damm vor Peine         | Amt Peine       | Landkreis Peine          | 73             | -              | Peine                 | Dorf, darin das Schloss, die Vorburg, 1 Kloster, 3 Mühlen. Bis 1852 eigenständige Gemeinde, nach Volksabstimmung danach zu Peine                                                                                                 |
| Dungelbeck             | Amt Peine       | Landkreis Peine          | 42             | 895            | Peine                 | Düngelbeck. Dorf |
| Equord                 | Amt Peine       | Landkreis Peine          | 42             | 496            | Hohenhameln           | Dorf, darin 1 adliges Haus, 1 Windmühle, 1 Schäferhof |
| Eulenburg              | Amt Peine       | Landkreis Peine          | 1              | -              | Peine                 | 1 freies Wirtshaus, liegt vor dem Schlosstor zu Damm |
| Gadenstedt             | Amt Peine       | Landkreis Peine          | 148            | 1826           | Ilsede                | Dorf, darin 3 adlige Häuser, 2 Mühlen |
| Groß Bülten            | Amt Peine       | Landkreis Peine          | 47             | 1298           | Ilsede                | Dorf |
| Groß Ilsede            | Amt Peine       | Landkreis Peine          | 49             | 1847           | Ilsede                | Dorf, darin 1 adliges Haus |
| Groß Lafferde          | Amt Peine       | Landkreis Peine          | 144            | 1952           | Ilsede                | Großen Lafferd. Dorf |
| Groß Solschen          | Amt Peine       | Landkreis Peine          | 51             | 589            | Ilsede                | Dorf |
| Handorf                | Amt Peine       | Landkreis Peine          | 34             | 500            | Peine                 | Dorf |
| Hofschwicheldt         | Amt Peine       | Landkreis Peine          | 3              | 120            | Peine                 | Hof Schwigeld. Vorwerk und 1 Windmühle |
| Hohenhameln            | Amt Peine       | Landkreis Peine          | 125            | 1388           | Hohenhameln           | Dorf, dabei 1 Windmühle |
| Horst vor Peine        | Amt Peine       | Landkreis Peine          | 3              | -              | Peine                 | 1 Frauenhospital und 2 kleine Häuser. Vor 1910 zu Peine |
| Klein Bülten           | Amt Peine       | Landkreis Peine          | 26             | 292            | Ilsede                | Dorf |
| Klein Ilsede           | Amt Peine       | Landkreis Peine          | 38             | 609            | Ilsede                | Dorf, darin 1 Erbzinsmühle |
| Klein Lafferde         | Amt Peine       | Landkreis Peine          | 91             | 590            | Lengede               | Kleinen Lafferd. Dorf, nebst 1 Windmühle |
| Klein Solschen         | Amt Peine       | Landkreis Peine          | 26             | 322            | Ilsede                | Dorf |
| Lauenthal              | Amt Peine       | Landkreis Peine          | 2              | -              | Ilsede                | freier Hof und 1 Wassermühle |
| Lengede                | Amt Peine       | Landkreis Peine          | 74             | 758            | Lengede               | Dorf, nebst 1 Wassermühle |
| Mehrum                 | Amt Peine       | Landkreis Peine          | 59             | 466            | Hohenhameln           | Dorf |
| Münstedt               | Amt Peine       | Landkreis Peine          | 79             | 463            | Ilsede                | Dorf |
| Oberg                  | Amt Peine       | Landkreis Peine          | 68             | 1524           | Ilsede                | Ohbergen . Dorf, 1 adliges Haus, 1 Conductor-Hof |
| Ohlum                  | Amt Peine       | Landkreis Peine          | 38             | 241            | Hohenhameln           | Dorf |
| Peine                  | Amt Peine       | Landkreis Peine          | 329            | 16.667         | Peine                 | Stadt mit 5 freien Höfen, davor 1 freier Hof und der Obergsche Hof, darin der Latoursche Hof, der Neumannhof und das Callissche Haus                                                                                             |
| Rötzum                 | Amt Peine       | Landkreis Peine          | 14             | 76             | Hohenhameln           | Dorf |
| Rosenthal              | Amt Peine       | Landkreis Peine          | 75             | 777            | Peine                 | Dorf, darin 1 adliges Haus und 1 Windmühle |
| Rüper                  | Amt Peine       | Landkreis Peine          | 14             | 126            | Wendeburg             | Ruper. Dorf, nördlich gelegene Exklave |
| Schmedenstedt          | Amt Peine       | Landkreis Peine          | 76             | 900            | Peine                 | Dorf |
| Schwicheldt            | Amt Peine       | Landkreis Peine          | 84             | 661            | Peine                 | Schwigeld. Dorf, darin 1 adeliges Haus und 1 Windmühle |
| Soßmar                 | Amt Peine       | Landkreis Peine          | 73             | 661            | Hohenhameln           | Sosmar. Dorf und 1 Windmühle |
| Stedum                 | Amt Peine       | Landkreis Peine          | 41             | 287            | Hohenhameln           | Dorf, darin 1 freier Hof und 1 Wassermühle |
| Telcht bei Damm        | Amt Peine       | Landkreis Peine          | 1              | 94             | Peine                 | Vorwerk. Später Telgte |
| Vöhrum                 | Amt Peine       | Landkreis Peine          | 72             | 1246           | Peine                 | Dorf |
| Wense                  | Amt Peine       | Landkreis Peine          | 11             | 212            | Wendeburg             | Dorf, mit Rüper nördlich gelegene Exklave |
| Woltorf                | Amt Peine       | Landkreis Peine          | 49             | 599            | Peine                 | Dorf |
| Burgstemmen            | Amt Poppenburg  | Landkreis Gronau         | 49             | 702            | Nordstemmen           | Dorf |
| Elze                   | Amt Poppenburg  | Landkreis Gronau         | 168            | 2844           | Elze                  | Stadt, mit 1 adligem Hof und 1 freier Apotheke |
| Heyersum               | Amt Poppenburg  | Landkreis Gronau         | 24             | 268            | Nordstemmen           | Dorf |
| Mahlerten              | Amt Poppenburg  | Landkreis Gronau         | 27             | 362            | Nordstemmen           | Dorf |
| Mehle                  | Amt Poppenburg  | Landkreis Gronau         | 88             | 950            | Elze                  | Dorf mit 1 Wassermühle |
| Mesle                  | Amt Poppenburg  | Landkreis Gronau         | 1              | -              | -                     | 1 adliges Haus, Standort heute unbekannt |
| Nordstemmen            | Amt Poppenburg  | Landkreis Gronau         | 58             | 1530           | Nordstemmen           | Dorf |
| Poppenburg             | Amt Poppenburg  | Landkreis Gronau         | 2              | -              | Nordstemmen           | Amtshaus mit 1 Windmühle |
| Bledeln                | Amt Ruthe       | Landkreis Hildesheim     | 32             | 383            | Algermissen           | Bledelemb. Dorf |
| Bolzum                 | Amt Ruthe       | Landkreis Hildesheim     | 50             | 789            | Sehnde                | Dorf, darin 1 adliges Haus |
| Gleidingen             | Amt Ruthe       | Landkreis Hildesheim     | 86             | 1390           | Laatzen               | Dorf, darin 1 adliger Hof |
| Gödringen              | Amt Ruthe       | Landkreis Hildesheim     | 27             | 365            | Sarstedt              | Gory. Dorf |
| Groß Lobke             | Amt Ruthe       | Landkreis Hildesheim     | 74             | 581            | Algermissen           | Lopke. Dorf, darin 1 adliger Hof |
| Heisede                | Amt Ruthe       | Landkreis Hildesheim     | 28             | 435            | Sarstedt              | Dorf, darin 1 freier Hof |
| Hotteln                | Amt Ruthe       | Landkreis Hildesheim     | 44             | 422            | Sarstedt              | Hottelm. Dorf |
| Ingeln                 | Amt Ruthe       | Landkreis Hildesheim     | 32             | 313            | Laatzen               | Ingelm. Dorf |
| Lühnde                 | Amt Ruthe       | Landkreis Hildesheim     | 56             | 728            | Algermissen           | Dorf |
| Oesselse               | Amt Ruthe       | Landkreis Hildesheim     | 34             | 343            | Laatzen               | Dorf |
| Ruthe                  | Amt Ruthe       | Landkreis Hildesheim     | 10             | 300            | Sarstedt              | Amtshaus, dabei 9 Brinksitzer |
| Sarstedt               | Amt Ruthe       | Landkreis Hildesheim     | 162            | 4646           | Sarstedt              | Stadt, darin 2 adlige Höfe, 1 sattelfreier Hof und die Vorstadt |
| Ummeln                 | Amt Ruthe       | Landkreis Hildesheim     | 23             | 280            | Algermissen           | Dorf |
| Wätzum                 | Amt Ruthe       | Landkreis Hildesheim     | 20             | 256            | Algermissen           | Wetzen. Dorf |
| Wehmingen              | Amt Ruthe       | Landkreis Hildesheim     | 28             | 400            | Sehnde                | Wehmy. Dorf |
| Wirringen              | Amt Ruthe       | Landkreis Hildesheim     | 23             | 265            | Sehnde                | Wyrry. Dorf |
| Burgdorf               | Amt Schladen    | Landkreis Goslar         | 73             | 819            | Schladen-Werla        | Dorf. Seit 1958: Werlaburgdorf |
| Gielde                 | Amt Schladen    | Landkreis Goslar         | 56             | 602            | Schladen-Werla        | Dorf |
| Neuenkirchen           | Amt Schladen    | Landkreis Goslar         | 33             | 226            | Liebenburg            | Nienkerken. Dorf |
| Ohlendorf              | Amt Schladen    | Landkreis Goslar         | 36             | 476            | Salzgitter            | Dorf, nördlich gelegene Exklave |
| Ohrum                  | Amt Schladen    | Landkreis Goslar         | 30             | 509            | Samtgemeinde Oderwald | Dorf, nördlich gelegene Exklave |
| Schladen               | Amt Schladen    | Landkreis Goslar         | 110            | 2592           | Schladen-Werla        | Dorf, mit Schäferei und Amtshaus |
| Bettrum                | Amt Steinbrück  | Landkreis Marienburg     | 80             | 675            | Söhlde                | Dorf |
| Feldbergen             | Amt Steinbrück  | Landkreis Marienburg     | 51             | 380            | Söhlde                | Dorf |
| Garmissen              | Amt Steinbrück  | Landkreis Marienburg     | 35             | 569            | Schellerten           | Garmsen. Dorf, darin 1 adliger Hof. 1910: Garmissen-Garbolzum |
| Garbolzum              | Amt Steinbrück  | Landkreis Marienburg     | 8              | -              | Schellerten           | Dorf. 1910: Garmissen-Garbolzum, s. Garmissen |
| Groß Himstedt          | Amt Steinbrück  | Landkreis Marienburg     | 42             | 324            | Söhlde                | Dorf |
| Hoheneggelsen          | Amt Steinbrück  | Landkreis Marienburg     | 97             | 1229           | Söhlde                | Hohen Eggelsen. Dorf |
| Klein Himstedt         | Amt Steinbrück  | Landkreis Marienburg     | 47             | 333            | Söhlde                | Dorf |
| Mölme                  | Amt Steinbrück  | Landkreis Marienburg     | 12             | 138            | Söhlde                | Möllme. Dorf |
| Oedelum                | Amt Steinbrück  | Landkreis Marienburg     | 38             | 554            | Schellerten           | Odelum. Dorf, darin 1 adliger Hof |
| Söhlde                 | Amt Steinbrück  | Landkreis Marienburg     | 127            | 1119           | Söhlde                | Söhle. Dorf |
| Steinbrück             | Amt Steinbrück  | Landkreis Marienburg     | 1              | 164            | Söhlde                | Amtshaus |
| Achtum-Uppen           | Amt Steuerwald  | Landkreis Marienburg     | 21             | 539            | Hildesheim            | Achtum und Ulpen, Junkerndorf, ist eine Gemeinde |
| Ahrbergen              | Amt Steuerwald  | Landkreis Hildesheim     | 69             | 829            | Giesen                | Dorf, darin 1 adlig freier Hof |
| Ahstedt                | Amt Steuerwald  | Landkreis Marienburg     | 48             | 441            | Schellerten           | Dorf, darin 1 Windmühle |
| Barnten                | Amt Steuerwald  | Landkreis Hildesheim     | 32             | 432            | Nordstemmen           | Dorf |
| Bavenstedt             | Amt Steuerwald  | Landkreis Hildesheim     | 25             | 434            | Hildesheim            | Dorf, darin 1 freier Hof |
| Bettmar                | Amt Steuerwald  | Landkreis Marienburg     | 22             | 405            | Schellerten           | Dorf, darin 1 freier Hof |
| Dingelbe               | Amt Steuerwald  | Landkreis Marienburg     | 76             | 975            | Schellerten           | Dingelve. Dorf, darin 1 adlig freier Hof, 1 Wassermühle, 1 Windmühle |
| Dinklar                | Amt Steuerwald  | Landkreis Marienburg     | 78             | 942            | Schellerten           | Dorf |
| Drispenstedt           | Amt Steuerwald  | Landkreis Hildesheim     | 16             | 657            | Hildesheim            | Dorf, darin 1 freier Hof |
| Einum                  | Amt Steuerwald  | Landkreis Marienburg     | 34             | 423            | Hildesheim            | Einumb. Dorf, darin 1 freier Meierhof |
| Emmerke                | Amt Steuerwald  | Landkreis Hildesheim     | 56             | 690            | Giesen                | Dorf, darin 1 freier Hof |
| Farmsen                | Amt Steuerwald  | Landkreis Marienburg     | 16             | 194            | Schellerten           | Farmesen. Dorf, darin 1 Windmühle und 1 Krughof |
| Giften                 | Amt Steuerwald  | Landkreis Hildesheim     | 28             | 382            | Sarstedt              | Dorf |
| Groß Escherde          | Amt Steuerwald  | Landkreis Hildesheim     | 29             | 382            | Nordstemmen           | Dorf |
| Groß Förste            | Amt Steuerwald  | Landkreis Hildesheim     | 37             | 354            | Giesen                | Dorf, dabei 1 Wassermühle |
| Groß Giesen            | Amt Steuerwald  | Landkreis Hildesheim     | 38             | 590            | Giesen                | Dorf |
| Harsum                 | Amt Steuerwald  | Landkreis Hildesheim     | 117            | 2023           | Harsum                | Dorf, darin 1 freier Hof und 1 adliges Gericht |
| Hildesheim             | Amt Steuerwald  | Stadtkreis Hildesheim    | 2013           | 50.239         | Hildesheim            | Stadt |
| Himmelsthür            | Amt Steuerwald  | Landkreis Hildesheim     | 50             | 1721           | Hildesheim            | Dorf, darin 2 freie Höfe |
| Kemme                  | Amt Steuerwald  | Landkreis Marienburg     | 36             | 386            | Schellerten           | Dorf |
| Klein Algermissen      | Amt Steuerwald  | Landkreis Hildesheim     | 53             | 850            | Algermissen           | Dorf, darin 1 Windmühle |
| Klein Escherde         | Amt Steuerwald  | Landkreis Hildesheim     | 24             | 271            | Nordstemmen           | Dorf |
| Klein Förste           | Amt Steuerwald  | Landkreis Hildesheim     | 32             | 328            | Harsum                | Dorf |
| Klein Giesen           | Amt Steuerwald  | Landkreis Hildesheim     | 26             | 463            | Giesen                | Dorf, dabei 1 Wassermühle |
| Lademühle              | Amt Steuerwald  | Landkreis Hildesheim     | 2              | -              | Hildesheim            | 1 Mühle, 1 Oekonomiehof. Zählte ab 1807 zu Himmelsthür |
| Moritzberg             | Amt Steuerwald  | Landkreis Marienburg     | -              | 4575           | Hildesheim            | St. Mauritii. Berg-Flecken, 1 weltliches Collegiatstift |
| Nettlingen             | Amt Steuerwald  | Landkreis Marienburg     | 87             | 932            | Söhlde                | Dorf, darin 1 adliges Haus, 3 Mühlen. 1910: Nettlingen-Helmersen |
| Ottbergen              | Amt Steuerwald  | Landkreis Marienburg     | 54             | 805            | Schellerten           | Dorf, dabei 1 Wassermühle |
| Rautenberg             | Amt Steuerwald  | Landkreis Hildesheim     | 36             | 399            | Harsum                | Dorf, nördlich gelegene Exklave |
| Schellerten            | Amt Steuerwald  | Landkreis Marienburg     | 52             | 959            | Schellerten           | Schelverten. Dorf, dabei 1 Windmühle |
| Sorsum                 | Amt Steuerwald  | Landkreis Hildesheim     | 57             | 741            | Hildesheim            | Dorf, darin 2 freie Höfe |
| Steuerwald             | Amt Steuerwald  | Landkreis Hildesheim     | 4              | 202            | Hildesheim            | Burg Steuerwald, Amtshaus: dabei 1 Zollhaus, 2 ökonomische Höfe, 1 Mühle, 1 Wirtshaus |
| Sulta                  | Amt Steuerwald  | Stadtkreis Hildesheim    | 1              | -              | Hildesheim            | Zur Sulta oder Kloster St. Bartholomäi, Augustiner-Chorherrenstift |
| Wendhusen              | Amt Steuerwald  | Landkreis Marienburg     | 25             | 375            | Schellerten           | Dorf, darin 1 freier Hof und 1 Wassermühle |
| Wöhle                  | Amt Steuerwald  | Landkreis Marienburg     | 43             | 384            | Schellerten           | Dorf |
| Lochtum                | Amt Vienenburg  | Landkreis Goslar         | 67             | 729            | Goslar                | Dorf, darin der adlige Hof Lochtum |
| Vienenburg             | Amt Vienenburg  | Landkreis Goslar         | 58             | 4411           | Goslar                | Dorf, darin das Amtshaus, dazugehörige Schäferei und 1 adliger Hof |
| Wenderode              | Amt Vienenburg  | Landkreis Goslar         | 1              | -              | Goslar                | ein Vorwerk, gelegen an der Grenze zum ab 1648 preußischen Fürstentum Halberstadt |
| Zum Weißen Roß         | Amt Vienenburg  | Landkreis Goslar         | 1              | -              | Goslar                | 1 Zollhaus |
| Zur Alten Straße       | Amt Vienenburg  | Landkreis Goslar         | 1              | -              | Goslar                | 1 Zollhaus, gelegen an der Straße zwischen dem Fürstentum Halberstadt und Goslar |
| Beuchte                | Amt Wiedelah    | Landkreis Goslar         | 43             | 520            | Schladen-Werla        | Dorf |
| Immenrode              | Amt Wiedelah    | Landkreis Goslar         | 63             | 882            | Goslar                | Dorf, darin 1 Vorwerk |
| Lengde                 | Amt Wiedelah    | Landkreis Goslar         | 56             | 779            | Schladen-Werla        | Dorf |
| Ohlhof                 | Amt Wiedelah    | Landkreis Goslar         | 2              | -              | Goslar                | Pachthof des Nonnenklosters Neuwerk (Goslar) |
| Weddingen              | Amt Wiedelah    | Landkreis Goslar         | 41             | 476            | Goslar                | Weddig. Dorf, darin Kommende des Deutschen Ordens, Ballei Sachsen |
| Wehre                  | Amt Wiedelah    | Landkreis Goslar         | 34             | 269            | Schladen-Werla        | Dorf |
| Wiedelah               | Amt Wiedelah    | Landkreis Goslar         | 56             | 1510           | Schladen-Werla        | Amtshaus nebst der Freiheit (alles freie Häuser) |
| Woltingerode           | Amt Wiedelah    | Landkreis Goslar         | 8              | 236            | Goslar                | Kloster der Zisterzienserinnen, 1910 Gutsbezirk |
| Adenstedt              | Amt Winzenburg  | Landkreis Alfeld (Leine) | 63             | 666            | Adenstedt             | Dorf |
| Alfeld                 | Amt Winzenburg  | Landkreis Alfeld (Leine) | 318            | 6418           | Alfeld                | Alfeldt. Stadt, darin 4 adlige Höfe und 5 freie Häuser |
| Almstedt               | Amt Winzenburg  | Landkreis Alfeld (Leine) | 58             | 595            | Almstedt              | Dorf, darin 1 adliges Haus |
| Breinum                | Amt Winzenburg  | Landkreis Alfeld (Leine) | 47             | 420            | Bad Salzdetfurth      | Dorf |
| Eimsen                 | Amt Winzenburg  | Landkreis Alfeld (Leine) | 18             | 324            | Alfeld                | Dorf |
| Esbeck                 | Amt Winzenburg  | Landkreis Gronau         | 3              | 638            | Freden                | 1 freies Gut |
| Evensen                | Amt Winzenburg  | Landkreis Alfeld (Leine) | 23             | 154            | Sehlem                | Dorf |
| Everode                | Amt Winzenburg  | Landkreis Alfeld (Leine) | 42             | 605            | Everode               | Dorf |
| Eyershausen            | Amt Winzenburg  | Landkreis Alfeld (Leine) | 34             | 336            | Landwehr              | Dorf |
| Föhrste                | Amt Winzenburg  | Landkreis Alfeld (Leine) | 30             | 777            | Alfeld                | Förste. Dorf |
| Gerzen                 | Amt Winzenburg  | Landkreis Alfeld (Leine) | 25             | 829            | Alfeld                | Dorf |
| Glashütte (Westerberg) | Amt Winzenburg  | Landkreis Alfeld (Leine) | 13             | -              | Winzenburg            | Alte Glashütte Westerberg |
| Grafelde               | Amt Winzenburg  | Landkreis Alfeld (Leine) | 32             | 219            | Adenstedt             | Grafel. Dorf |
| Graste                 | Amt Winzenburg  | Landkreis Alfeld (Leine) | 20             | 297            | Woltershausen         | Dorf |
| Groß Freden            | Amt Winzenburg  | Landkreis Alfeld (Leine) | 76             | 1923           | Freden                | Großen Freden. Dorf, 1949 zu Freden |
| Harbarnsen             | Amt Winzenburg  | Landkreis Alfeld (Leine) | 24             | 333            | Harbarnsen            | Dorf, darin 1 adliges Haus |
| Haus Freden            | Amt Winzenburg  | Landkreis Alfeld (Leine) | 1              | -              | Freden                | Vorwerk |
| Hornsen                | Amt Winzenburg  | Landkreis Alfeld (Leine) | 1              | 70             | Lamspringe            | Vorwerk aus wüst gewordenem Dorf |
| Hörsum                 | Amt Winzenburg  | Landkreis Alfeld (Leine) | 22             | 407            | Alfeld                | Dorf |
| Imsen                  | Amt Winzenburg  | Landkreis Alfeld (Leine) | 35             | 333            | Alfeld                | Dorf |
| Irmenseul              | Amt Winzenburg  | Landkreis Alfeld (Leine) | 19             | 262            | Harbarnsen            | Irmseul. Dorf, darin 1 adliges Haus |
| Klein Freden           | Amt Winzenburg  | Landkreis Alfeld (Leine) | 49             | 1697           | Freden                | Kleinen Freden. Dorf, darin 1 Papiermühle. 1949 zu Freden |
| Klump                  | Amt Winzenburg  | Landkreis Alfeld (Leine) | 7              | -              | Winzenburg            | 7 zum Amt gehörige kleine freie Häuser |
| Lamspringe             | Amt Winzenburg  | Landkreis Alfeld (Leine) | 90             | 1956           | Lamspringe            | Lampspringe. Flecken, darin 1 Kloster mit 41 Benediktiner-Haushalten |
| Langenholzen           | Amt Winzenburg  | Landkreis Alfeld (Leine) | 36             | 547            | Alfeld                | Dorf |
| Meimerhausen           | Amt Winzenburg  | Landkreis Alfeld (Leine) | 27             | 179            | Freden                | Meinershausen. Dorf, darin 1 adliges Haus |
| Netze                  | Amt Winzenburg  | Landkreis Alfeld (Leine) | 16             | 154            | Woltershausen         | Dorf |
| Neue Mühle             | Amt Winzenburg  | Landkreis Alfeld (Leine) | 1              | -              | unbekannt             | 1 Mühle, churfürstlich |
| Neuer Krug             | Amt Winzenburg  | Landkreis Alfeld (Leine) | 1              | -              | unbekannt             | 1 freies Haus |
| Neuhof                 | Amt Winzenburg  | Landkreis Alfeld (Leine) | 46             | 496            | Neuhof                | Neuenhof. Dorf |
| Ohlenrode              | Amt Winzenburg  | Landkreis Alfeld (Leine) | 43             | 358            | Landwehr              | Dorf |
| Petze                  | Amt Winzenburg  | Landkreis Gronau         | 24             | 319            | Sibbesse              | Dorf |
| Rehenkrug              | Amt Winzenburg  | Landkreis Alfeld (Leine) | 1              | -              | unbekannt             | Privates Wirtshaus |
| Röllinghausen          | Amt Winzenburg  | Landkreis Alfeld (Leine) | 19             | 247            | Alfeld                | Röllihausen. Dorf |
| Rolfshagen             | Amt Winzenburg  | Landkreis Alfeld (Leine) | 1              | -              | Lamspringe            | Rolvershagen. Vorwerk und Wirtshaus, heute Forsthaus Rolfshagen 3 km südlich Lamspringe |
| Sack                   | Amt Winzenburg  | Landkreis Alfeld (Leine) | 43             | 347            | Alfeld                | Dorf |
| Salzdetfurth           | Amt Winzenburg  | Landkreis Marienburg     | 183            | 2040           | Bad Salzdetfurth      | Salzdetfurt. Flecken, darin 1 Gerichtshaus, 1 Pfarrer, 1 Schule |
| Glashütte Schildhorst  | Amt Winzenburg  | Landkreis Alfeld (Leine) | -              | 87             | Winzenburg            | Neue Glashütte, 1793 gegründet |
| Segeste                | Amt Winzenburg  | Landkreis Alfeld (Leine) | 28             | 248            | Almstedt              | Dorf |
| Sehlem                 | Amt Winzenburg  | Landkreis Alfeld (Leine) | 61             | 733            | Sehlem                | Dorf |
| Sellenstedt            | Amt Winzenburg  | Landkreis Alfeld (Leine) | 28             | 237            | Adenstedt             | Dorf, darin 1 adliges Haus |
| Sibbesse               | Amt Winzenburg  | Landkreis Gronau         | 58             | 791            | Sibbesse              | Dorf |
| Warzen                 | Amt Winzenburg  | Landkreis Alfeld (Leine) | 12             | 261            | Alfeld                | Dorf |
| Wehrstedt              | Amt Winzenburg  | Landkreis Marienburg     | 39             | 452            | Bad Salzdetfurth      | Dorf, darin 1 adliges Haus |
| Westfeld               | Amt Winzenburg  | Landkreis Alfeld (Leine) | 49             | 356            | Westfeld              | Westfelde. Dorf |
| Wetteborn              | Amt Winzenburg  | Landkreis Alfeld (Leine) | 29             | 273            | Landwehr              | Dorf |
| Wettensen              | Amt Winzenburg  | Landkreis Alfeld (Leine) | 17             | 139            | Alfeld                | Dorf |
| Winzenburg             | Amt Winzenburg  | Landkreis Alfeld (Leine) | 8              | 807            | Winzenburg            | Amtshäuser, 2 Mühlen, 1 Wirtshaus |
| Wispenstein            | Amt Winzenburg  | Landkreis Alfeld (Leine) | 20             | 324            | Alfeld                | 1 adliges Haus |
| Wöllersheim            | Amt Winzenburg  | Landkreis Alfeld (Leine) | 3              | 28             | Neuhof                | Wöllersen. 3 Meierhöfe |
| Woltershausen          | Amt Winzenburg  | Landkreis Alfeld (Leine) | 41             | 465            | Woltershausen         | Dorf |
| Wrisbergholzen         | Amt Winzenburg  | Landkreis Alfeld (Leine) | 52             | 436            | Westfeld              | Wrisbergholz. Dorf, darin 1 adliges Haus |
| Alt Wallmoden          | Amt Wohldenberg | Landkreis Goslar         | 22             | 136            | Wallmoden             | Alten Walmoden. Dorf, darin 2 adlige Höfe. 1910 Gutsbezirk: 241 Ew. |
| Astenbeck              | Amt Wohldenberg | Landkreis Marienburg     | 1              | 247            | Holle                 | Vorwerk. 1910 mit Derneburg |
| Baddeckenstedt         | Amt Wohldenberg | Landkreis Marienburg     | 39             | 638            | Baddeckenstedt        | Dorf |
| Binder                 | Amt Wohldenberg | Landkreis Marienburg     | 34             | 257            | Baddeckenstedt        | Dorf, darin 1 adliger Hof |
| Bockenem               | Amt Wohldenberg | Landkreis Marienburg     | 295            | 2412           | Bockenem              | Stadt, darin 3 adlige Höfe und 1 freier Hof |
| Bönnien                | Amt Wohldenberg | Landkreis Marienburg     | 29             | 363            | Bockenem              | Dorf |
| Bültum                 | Amt Wohldenberg | Landkreis Marienburg     | 27             | 221            | Bockenem              | Bültumb. Dorf |
| Derneburg              | Amt Wohldenberg | Landkreis Marienburg     | 1              | 247            | Holle                 | Kloster. 1910 mit Astenbeck |
| Grasdorf               | Amt Wohldenberg | Landkreis Marienburg     | 39             | 325            | Holle                 | Dorf, darin 1 Kapellenhof |
| Groß Elbe              | Amt Wohldenberg | Landkreis Marienburg     | 68             | 609            | Elbe                  | Großen Elbe. Dorf |
| Groß Heere             | Amt Wohldenberg | Landkreis Marienburg     | 52             | 706            | Heere                 | Großen Heere. Dorf, darin 1 adliger Hof |
| Groß Ilde              | Amt Wohldenberg | Landkreis Marienburg     | 30             | 207            | Bockenem              | Großen Ille. Dorf |
| Gustedt                | Amt Wohldenberg | Landkreis Marienburg     | 38             | 382            | Elbe                  | Gutstedt. Dorf |
| Hackenstedt            | Amt Wohldenberg | Landkreis Marienburg     | 50             | 412            | Holle                 | Dorf |
| Hary                   | Amt Wohldenberg | Landkreis Marienburg     | 40             | 414            | Bockenem              | Dorf |
| Heersum                | Amt Wohldenberg | Landkreis Marienburg     | 63             | 449            | Holle                 | Hersum. Dorf |
| Heinde                 | Amt Wohldenberg | Landkreis Marienburg     | 39             | 555            | Bad Salzdetfurth      | Dorf, darin 1 adliger Hof |
| Henneckenrode          | Amt Wohldenberg | Landkreis Marienburg     | 9              | 181            | Holle                 | Dorf, darin 1 adliger Hof |
| Holle                  | Amt Wohldenberg | Landkreis Marienburg     | 67             | 817            | Holle                 | Dorf |
| Klein Elbe             | Amt Wohldenberg | Landkreis Marienburg     | 19             | 259            | Elbe                  | Kleinen Elbe. Dorf |
| Klein Heere            | Amt Wohldenberg | Landkreis Marienburg     | 27             | 262            | Heere                 | Kleinen Heere. Dorf |
| Lechstedt              | Amt Wohldenberg | Landkreis Marienburg     | 26             | 203            | Bad Salzdetfurth      | Leckstedt. Dorf, darin 1 adliger Hof |
| Listringen             | Amt Wohldenberg | Landkreis Marienburg     | 28             | 165            | Bad Salzdetfurth      | Dorf |
| Luttrum                | Amt Wohldenberg | Landkreis Marienburg     | 26             | 226            | Holle                 | Dorf |
| Nette                  | Amt Wohldenberg | Landkreis Marienburg     | 39             | 411            | Bockenem              | Dorf |
| Neuwallmoden           | Amt Wohldenberg | Landkreis Gandersheim    | 4              | 219            | Wallmoden             | Neuenwalmoden. Dorf. 1910 im Kreis Gandersheim im Herzogtum Braunschweig |
| Rhene                  | Amt Wohldenberg | Landkreis Marienburg     | 13             | 135            | Baddeckenstedt        | Rehne. Dorf |
| Sehlde                 | Amt Wohldenberg | Landkreis Marienburg     | 57             | 991            | Sehlde                | Sehle. Dorf |
| Sillium                | Amt Wohldenberg | Landkreis Marienburg     | 38             | 494            | Holle                 | Sillien. Dorf, darin 1 Vorwerk |
| Söder                  | Amt Wohldenberg | Landkreis Marienburg     | 1,5            | 144            | Holle                 | Söder. Adliges Haus, dabei 2 Wirtshäuser (Krüge). 1910 Gutsbezirk Söder |
| Sottrum                | Amt Wohldenberg | Landkreis Marienburg     | 56             | 438            | Holle                 | Sottrumb. Dorf |
| Störy                  | Amt Wohldenberg | Landkreis Marienburg     | 31             | 291            | Bockenem              | Story. Dorf |
| Upstedt                | Amt Wohldenberg | Landkreis Marienburg     | 29             | 229            | Bockenem              | Ubstedt. Dorf |
| Wartjenstedt           | Amt Wohldenberg | Landkreis Marienburg     | 28             | 290            | Baddeckenstedt        | Wardtgenstedt. Dorf |
| Werder                 | Amt Wohldenberg | Landkreis Marienburg     | 21             | 177            | Bockenem              | Weder. Dorf |
| Wohldenberg            | Amt Wohldenberg | Landkreis Marienburg     | 1              | -              | Holle                 | Woldenberg. Amtshaus |
| 315 Gemeinden 1760     | 16 Ämter 1760   | 9 Kreise 1910            | 14.856         | 245.963        | 14 Gemeinden 2021     | 286 Gemeinden mit 161.958 Einwohnern 1871 |

## Konfessionszugehörigkeit
Wie oben gesehen, war das Gebiet des Hochstifts Hildesheim zwischen 1523 und 1643 um drei Viertel geschrumpft. Durch die 120-jährige Zugehörigkeit der meisten Ämter zu den lutherischen Welfen-Fürstentümern Braunschweig und Hannover war die Bevölkerung in diesen Ämtern fast ausschließlich lutheranisch. Sogar im beim Hochstift Hildesheim verbleibenden Gebiet (dem Kleinen Stift) gab es weite Landstriche, die lutherisch geworden waren. Dazu gehörten das Amt Peine und einige Gemeinden des Amtes Steuerwald. Die Hildesheimer Bischöfe Balthasar Merklin (1528–1531) und Valentin von Teutleben (1537–1551) suchten das Hochstift Hildesheim nie auf. Dies begünstigte die Ausbreitung der Glaubenslehre Luthers im Kleinen Stift. Im Amt Steuerwald führte Adolf von Holstein, der das Amt in Pfandbesitz hatte, 1556 die lutherische Lehre ein. Erst 16 Jahre später, unter Fürstbischof Ernst von Bayern (1573–1612) setzte im zwischenzeitlich eingelösten Amt die Rekatholisierung ein.
Die Hauptstadt Hildesheim mit ihren alten Sonderrechten gegenüber dem Bischof schloss sich 1542 der Reformation an. Bürgerrechte erhielt fortan nur noch, wer sich zur lutherischen Konfession bekannte. Weil der Stadt Hildesheim das Amt Peine verpfändet war, dominierte auch hier die lutherische Konfession. Die Bemühungen der Jesuiten um eine Förderung der katholischen Konfession wurden vom lutherischen Stadtrat Hildesheims behindert. Die Gründung des Hildesheimer jesuitischen Gymnasiums konnte nur mit Mühe durchgesetzt werden. Die Schule hatte dann wegen ihrer hohen Lehrqualität Anziehungskraft über die Landesgrenzen hinaus.
Nach der Wiederherstellung des alten Hochstifts (dem Großen Stift) 1643 im Hildesheimer Hauptrezeß versuchten einige Fürstbischöfe, eine Hebung des katholischen Bevölkerungsanteils zu erreichen. Besonders der selber aus westfälischem Adel stammende Bischof Jobst Edmund von Brabeck (1688-1702) tat sich hierbei hervor. Hierzu wurden Katholiken aus verschiedenen Gebieten angeworben, vor allem aus Westfalen, Kurköln, dem Hochstift Paderborn, dem Eichsfeld und dem Hochstift Lüttich, die letzten meist Glaubensflüchtlingen aus den protestantisch und niederländisch gewordenen nördlichen Teilen des Herzogtums Brabant. Beamtenstellen wurden fast ausschließlich an Katholiken vergeben, was aber nur selten zu einer Konversion alt-einheimischer Bevölkerung führte. Dazu war das Klima zwischen Lutheranern und Katholiken zu lange vergiftet und voll gegenseitigem Misstrauen. Der Gegner wurde verteufelt, und schlimmste Schmähungen waren an der Tagesordnung. Dies milderte sich erst Ende des 17. Jahrhunderts ab.
Von den 286 Gemeinden, die 1871 auf dem Gebiet des ehemaligen Hochstifts Hildesheim gezählt wurden, waren in 234 Gemeinden Lutheraner in der Mehrheit, in 49 Gemeinden Katholiken. Zu über 90 % lutherisch waren 182 Gemeinden, zu über 90 % katholisch 35 Gemeinden. 69 Gemeinden waren gemischter.
Lediglich in den Ämtern Dompropstei (alle 9 Gemeinden) und Marienburg (9 von 14 Gemeinden) war die einheimische Bevölkerung weitgehend katholisch geblieben und lag jeweils bei über 90 %. Ausnahmen waren im Amt Marienburg die Gemeinden Klein Düngen (83 % katholische Bevölkerung im Jahr 1871), Marienburg (51 %), Marienrode (23 %), Neuhof (80 %) und Wesseln (87 %). Im Amt Dompropstei hatten alle 9 Gemeinden über 95 % katholische Bevölkerung.
Das Amt Steuerwald war am gemischtesten: hier hatten 17 von 34 Gemeinden über 90 % katholische Bevölkerung, weitere 3 über 80 %. In der Stadt Hildesheim gab es im Jahr 1871 noch 34 % Katholiken, außerdem 435 Juden, etwa  1 % der Bevölkerung. Folgende Gemeinden im Amt Steuerwald hatten 1871 zwischen 10 % und 70 % Katholiken: Moritzberg 69 %, Klein Escherde 66 %, Steuerwald 27 %, Wendhausen 21 %, und Nettlingen 11 %. Zu über 95 % lutherisch waren folgende 7 Gemeinden: Ahstedt, Barnten, Giften, Groß Escherde, Kemme, Rautenberg und Schellerten.
In den übrigen, lange verlorenen Ämtern lag der lutherische Bevölkerungsanteil fast überall bei über 95 %, der katholische unter 5 %. Lediglich in den folgenden 16 Gemeinden der vier Ämter Liebenburg, Peine, Wohldenberg und Winzenburg lag der katholische Anteil bei über 25 %: im Amt Liebenburg bei 7 von 33 Gemeinden: Altenrode (66 %), Dorstadt (56 %), Grauhof (27 %), Heiningen (48 %), Liebenburg (46 %), Nienrode (28 %), Ringelheim (44 %); im Amt Peine in den kleinen, erst nach 1643 besiedelten Gemeinden Hofschwicheldt (26 %) und Telgte (37 %), auch in Hohenhameln (19 %) und dem Hauptort Peine (12 %) gab es größere, von der Herrschaft lange geförderte katholische Gemeinschaften; im Amt Wohldenberg gab es in 4 von 33 Gemeinden mehr als 25 % Katholiken: Astenbeck (44 %), Grasdorf (26 %), Henneckenrode (91 %), Sottrum (32 %); im Amt Winzenburg lag der katholische Anteil in 3 von 42 Gemeinden über 25 %: im Hauptort Burg Winzenburg (28 %), Everode (53 %), und Lamspringe (29 %), bei weiteren 3 Gemeinden lag hier der katholische Anteil um 15 %: in Klein Freden (18 %), Sibbesse (16 %) und Westfeld (15 %), in 36 von 42 Winzenburger Gemeinden lag der lutherische Anteil über 90 %.
In den sechs Ämtern Bilderlahe, Ruthe, Schladen, Steinbrück, Vienenburg und Wiedelah lag der katholische Anteil nur in den jeweiligen Amt-Hauptorten gleichen Namens (überwiegend das Areal um die alten Amtsburgen) über 20 %, weil in den Amtssitzen überwiegend katholische Beamten und Pächter angeworben wurden. In allen anderen Gemeinden dieser Ämter lag der lutherische Bevölkerungsanteil bei über 90 %. Die Angaben der katholischen Bevölkerung 1871 liegen in den Gemeinden Bilderlahe bei 33 %, in Ruthe bei 37 %, Schladen 23 %, Steinbrück 33 %, Vienenburg 26 %, und Wiedelah 58 %.
Im Amt Gronau lag der katholische Anteil im Hauptort Gronau bei 19 %, in Escherde 21 % und in Eitzum 14 %, in den übrigen 11 Gemeinden unter 10 %. In den 7 Gemeinden des Amts Poppenburg lag der katholische Bevölkerungsanteil zwar nirgendwo über 20 %, aber in den folgenden 4 Gemeinden bei über 10 %: Burgstemmen 19 %, Mahlerten, Mehle und Nordstemmen je 11 %. Im Amt Hunnesrück, der hildesheimischen Exklave im Braunschweigischen, hatten 14 von 15 Gemeinden einen lutherischen Bevölkerungsanteil von über 95 %; lediglich in einer Gemeinde, Dassel (7 %) lag der katholische Bevölkerungsanteil bei über 5 %.
Siehe auch Liste der Gemeinden des vormaligen Hochstifts Hildesheim nach Konfessionszugehörigkeit